# Scholastic's The Magic School Bus: Space Exploration Game
Scholastic's The Magic School Bus: Space Exploration Game est un jeu vidéo ludo-éducatif sorti en 1995 et fonctionne sur Mega Drive.
Le jeu se base sur la série animée Le Bus magique.